# حسنلي (سنجك)
حسنلي (بالكردية: Hesencûbûr‏) (بالتركية: Hasanlı)‏ هي قرية كرديّة رشوانيّة تتبع إداريّاً لمديرية سنجك في محافظة أديامان التركية، بلغ عدد سكانها 550 نسمة في عام 2021 ويتبعها نجوع آقصوي وآيرانجي وجوكاك وقره طوت وقيماقلي.